# Elztal
Elztal là một xã nằm ở huyện Neckar-Odenwald-Kreis, thuộc bang Baden-Württemberg, Đức. Nơi đây được đặt tên theo dòng sông Elz.

## Hành chính
Thị xã Elztal bao gồm 5 làng là Auerbach, Dallau, Muckental, Neckarburken và Ritterbach. Tổng dân số khoảng 6100 người.

## Huy hiệu
Huy hiệu các làng:

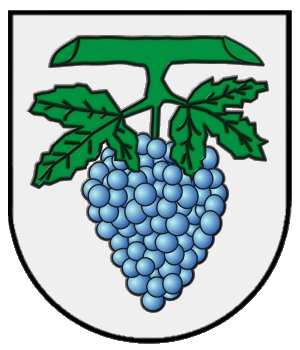
Auerbach bei Mosbach
Dallau
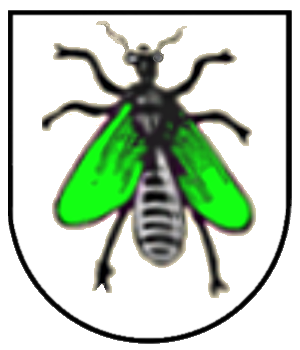
Muckental
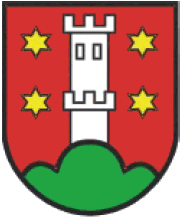
Neckarburken
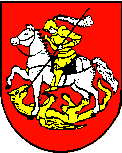
Rittersbach

## Thư viện ảnh

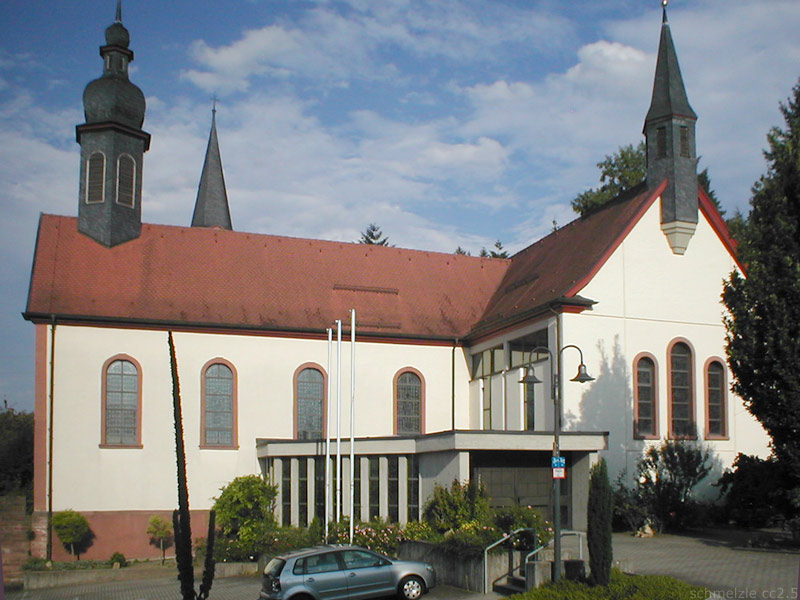
Nhà thờ St. Maria]] Immaculata ở Dallau
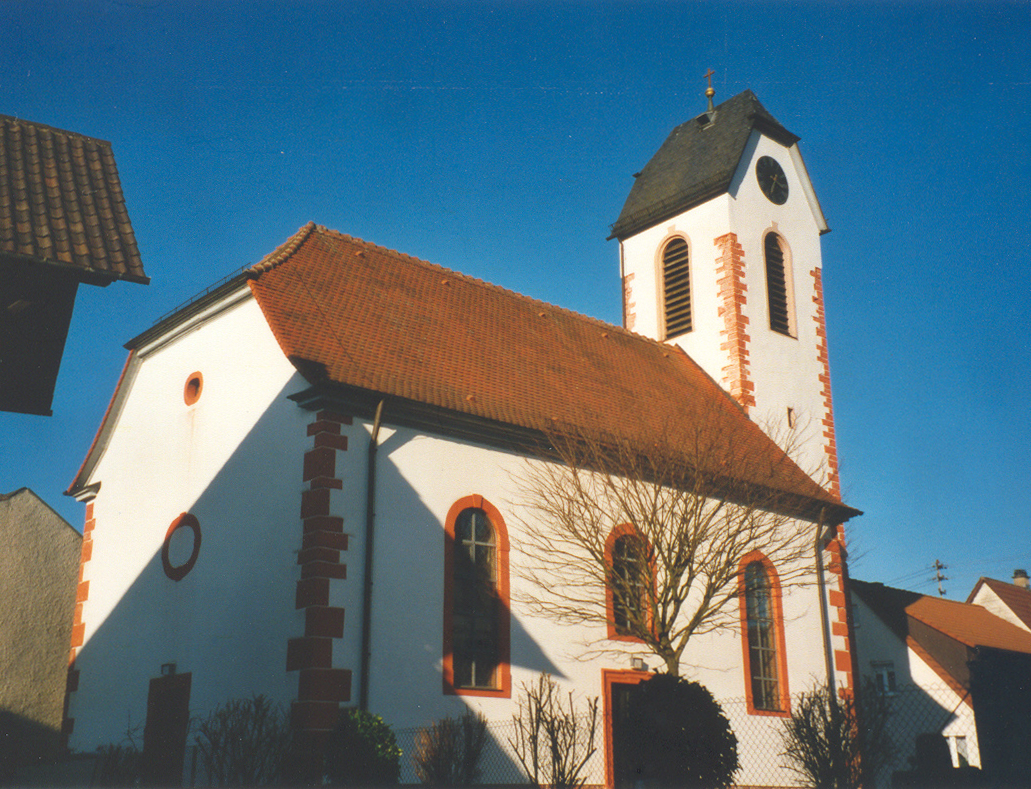
Nhà thờ tin lành Neckarburken
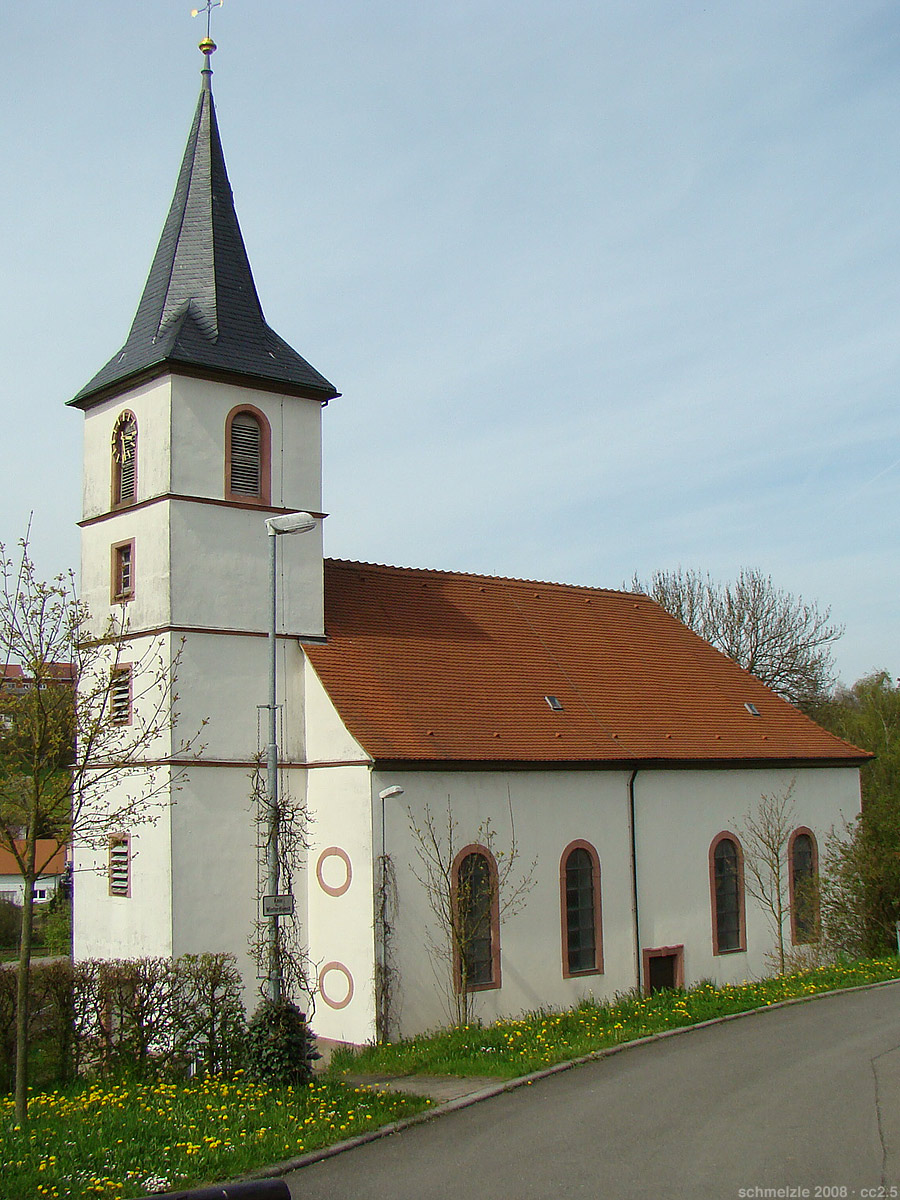
Nhà thờ Tin lành Auerbach
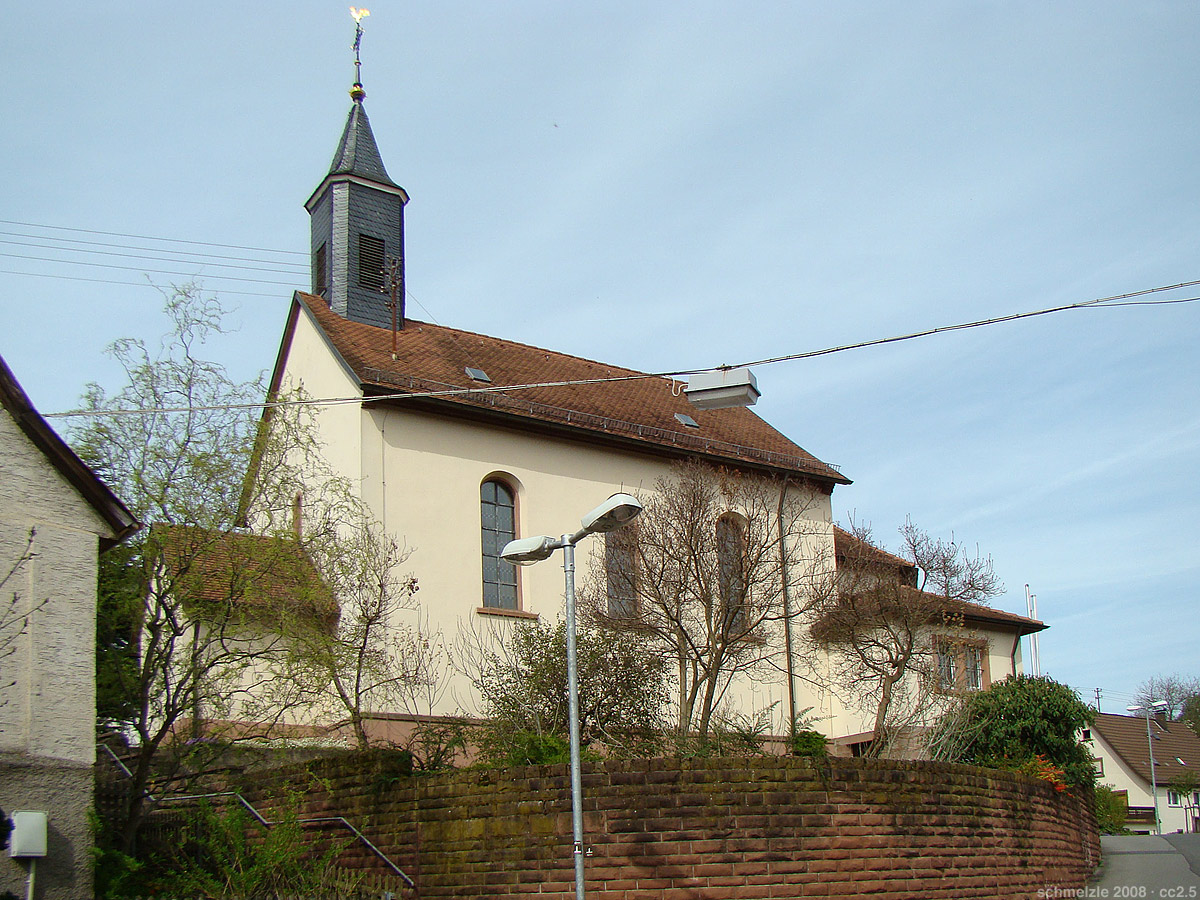
Nhà thờ Công giáo Auerbach
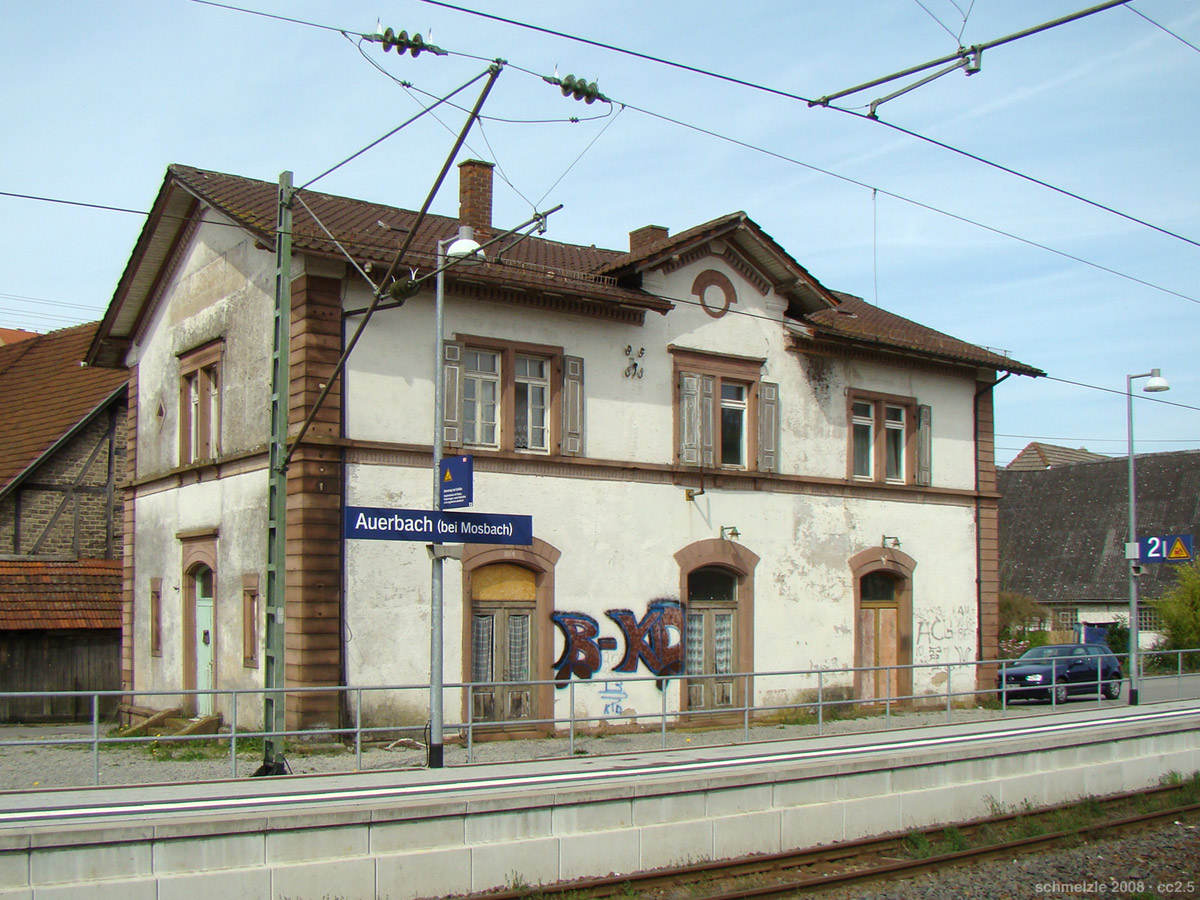
Ga xe lửa cũ ở Auerbach
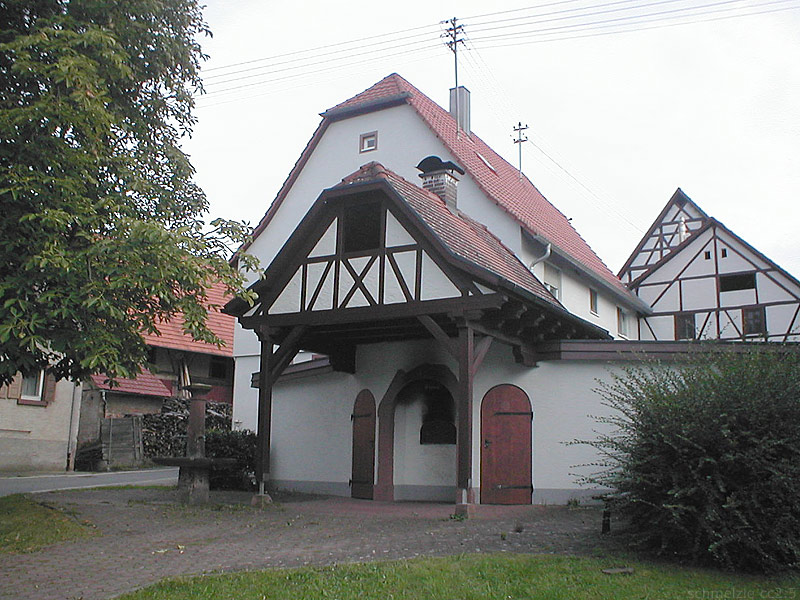
Địa điểm lịch sử ở Neckarburken
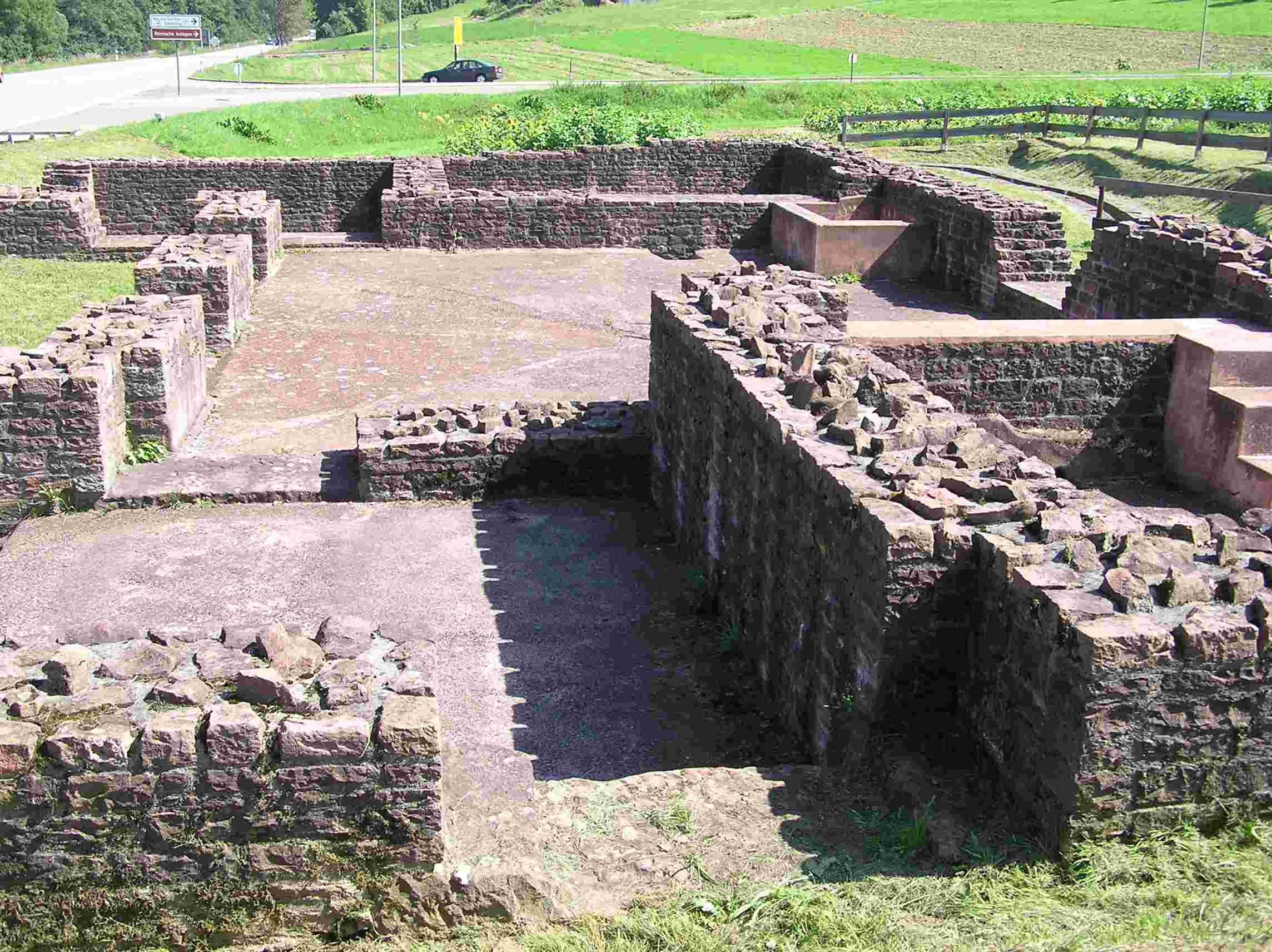
MDi tích nhà tắm La Mã